# Мокрус (Мазовецьке воєводство)
Мокрус (пол. Mokrus) — село в Польщі, у гміні Обрите Пултуського повіту Мазовецького воєводства.
Населення — 27 осіб (2011).
У 1975—1998 роках село належало до Остроленцького воєводства.

## Демографія
Демографічна структура станом на 31 березня 2011 року:
|          | Загалом | Допрацездатний вік | Працездатний вік | Постпрацездатний вік |
| -------- | ------- | ------------------ | ---------------- | -------------------- |
| Чоловіки | 14      | 3                  | 10               | 1                    |
| Жінки    | 13      | 3                  | 9                | 1                    |
| Разом    | 27      | 6                  | 19               | 2                    |